# Bourdeilles
Bourdeilles é uma comuna francesa na região administrativa da Nova Aquitânia, no departamento Dordonha. Estende-se por uma área de 21,92 km². Em 2010 a comuna tinha 770 habitantes (densidade: 35,1 hab./km²).

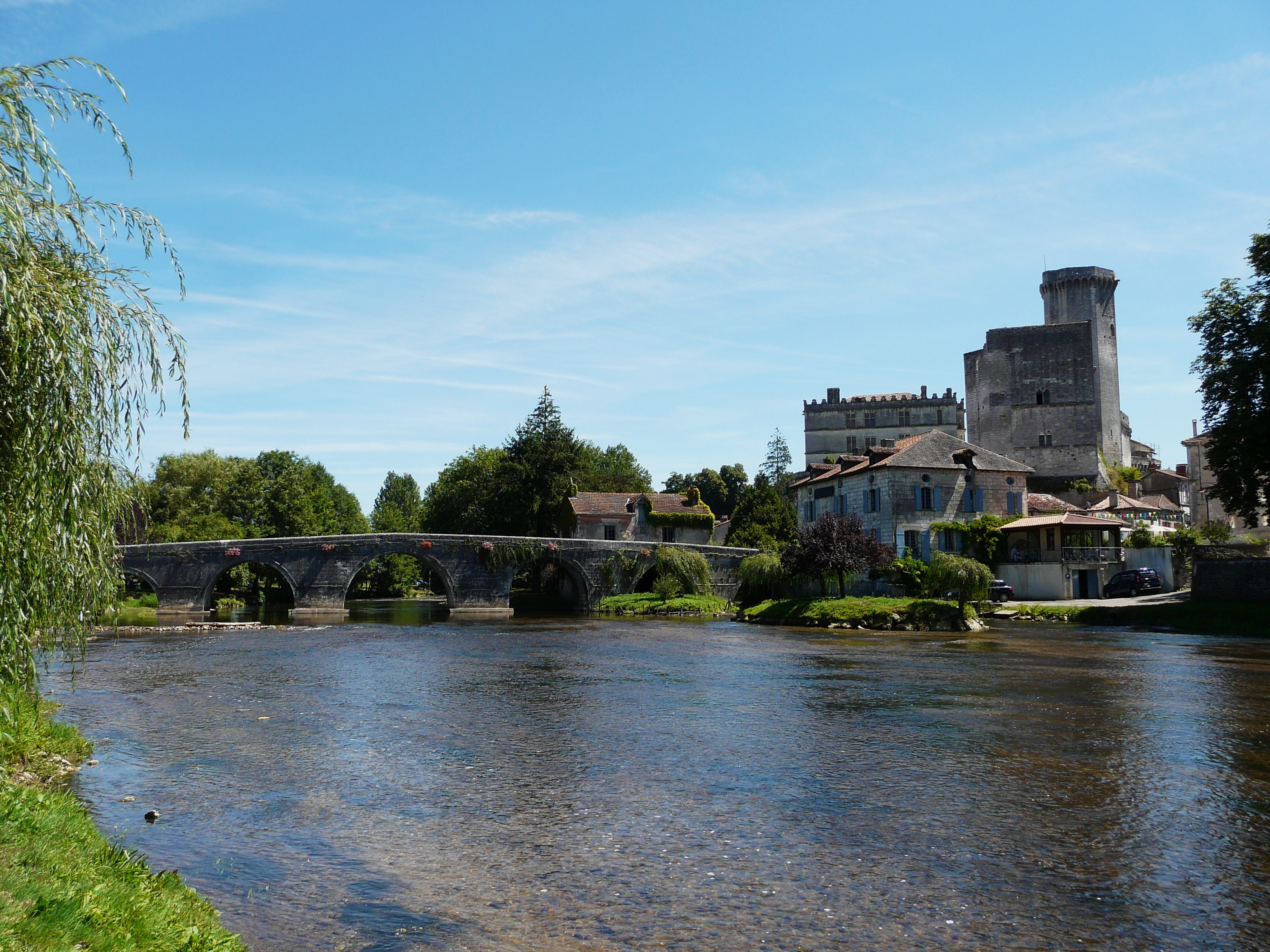
O rio Dronne em Bourdeilles.